# Antillicharis similis
Antillicharis similis är en insektsart som först beskrevs av Walker, F. 1869.  Antillicharis similis ingår i släktet Antillicharis och familjen syrsor. Inga underarter finns listade i Catalogue of Life.